# سیارک ۵۱۸۲۴
سیارک ۵۱۸۲۴ (به انگلیسی: 51824 Mikeanderson، نامگذاری:2001OE30) پنجاه و یک هزار و هشتصد و بیست و چهارمین سیارک کشف شده‌است که در ۱۹ ژوئیه ۲۰۰۱ کشف شد.